# Santino Quaranta
Santino Quaranta (Baltimore, 14 de outubro de 1984) é um ex-futebolista e treinador de futebol estadunidense.

## Carreira
Selecionado no draft pelo D.C. United em 2001, Quaranta estreou profissionalmente aos 16 anos e 4 meses. Era o jogador mais novo a disputar uma partida da MLS, quando Freddy Adu, seu companheiro de equipe, o superou. Até 2006, foram 62 jogos e 14 gols.
Teve ainda 2 rápidas passagens por Los Angeles Galaxy e New York Red Bulls, até interromper a carreira em 2007 para tratar seu problema com drogas. Voltou a jogar no ano seguinte, novamente pelo D.C. United, atuando em 97 partidas e marcando 11 gols. Em 2011, disputou a recém-criada Indian Super League pelo Siliguri antes de sua aposentadoria, com apenas 27 anos.

## Seleção Americana
Com passagem pelas equipes Sub-17 e Sub-20, Quaranta jogou 15 partidas pela Seleção Americana, fazendo sua estreia em 2005, contra Cuba, pela Copa Ouro.
Preterido por Bruce Arena para a Copa de 2006, marcou seu único gol pela equipe em 2009, também pela Copa Ouro, desta vez contra Honduras. Uma curiosidade é que o tento foi no Robert F. Kennedy Memorial Stadium, onde o D.C. United manda seus jogos.

## Carreira como treinador
Entre 2014 e 2016, o ex-atacante estreou como técnico ao assumir o comando do Baltimore Bohemians, da Premier Development League, correspondente ao quarto nível do futebol nos EUA.